# Calymma
Calymma là một chi bướm đêm thuộc họ Erebidae.